# Eleccions presidencials d'Irlanda de 2018
Les eleccions presidencials irlandeses de 2018 es van celebrar el 26 d'octubre de 2008 a la República d'Irlanda. El president Michael D. Higgins, escollit en 2011, aspirava a la reelecció. Era la primera vegada des de les eleccions de 1966 que un president en funcions s'enfrontava a una contesa per a un segon mandat.
Higgins va ser reelegit en el primer recompte amb gairebé el 56% dels vots, convertint-se en el primer president des d'Éamonn de Valera a guanyar un segon mandat en unes eleccions disputades (Patrick Hillery (1983) i Mary McAleese (2004) havien estat reelegits sense oposició). Va prendre possessió del seu segon mandat l'11 de novembre.
Les eleccions es van celebrar en la mateixa data que un referèndum sobre la blasfèmia.